# Tjuvasj autonome oblast
Tjuvasj autonome oblast (russisk: Чувашская автономная область, tr. Tjuvasjskaja avtonomnaja oblast; tjuvasjisk: Чăваш автономи облаçĕ, tr. Tjăvash avtonomi oblaşӗ) udgjorde en føderativ del af Russiske SFSR og lå i den så kaldte centrale Volga-region. Den begrænsedes mod vest af Guvernementet Nisnij, mod syd af Guvernementet Uljanovsk, mod øst af Tatarrepublikken og mod nord, hvor grænsen til dels fulgte Volga, af Mari autonome oblast.
Arealet var 18.309 km² med 894.478 indbyggere i 1926 svarende til 48,9 pr. km². Kun 5 % af befolkningen boede i byer.
Hovedstaden Tjeboksary havde 9.000 indbyggere i 1926.
Tjuvasj autonome oblast blev dannet 24. juni 1920 overvejende på grundlag af det tidligere Kasan guvernement. Den 21. april 1925 blev oblasten omdannet til Tjuvas ASSR.